# Calamus schistoacanthus
Calamus schistoacanthus är en enhjärtbladig växtart som beskrevs av Carl Ludwig von Blume. Calamus schistoacanthus ingår i släktet Calamus och familjen Arecaceae. Inga underarter finns listade i Catalogue of Life.